# E853 (trasa europejska)
E852 – trasa europejska biegnąca przez Grecję. Zaliczana do tras kategorii B droga łączy Janinę z granicą państwową z Albanią.

## Przebieg trasy
- Janina E90 E92 E951
- Kalpaki E90
- Albania